# Titularbistum Pharsalus
Pharsalus (ital.: Farsalo (Farsaglia)) ist ein Titularbistum der römisch-katholischen Kirche. Es geht zurück auf einen untergegangenen Bischofssitz in der antiken Stadt Pharsalos in Thessalien im heutigen Griechenland, das der Kirchenprovinz Larisa zugeordnet war.
| Titularbischöfe von Pharsalus |                                                                       | |                   |                    |
| Nr.                           | Name                                                                  | Amt | von               | bis                |
| 1                             | Moritz Adolf Karl von Sachsen-Zeitz-Neustadt                          | | 8. Februar 1730   | 3. März 1732       |
| 2                             | Álvaro Eugenio de Mendoza Caamaño y Sotomayor                         | Patriarch von Westindien (Westindische Inseln) | 20. Januar 1734   | 23. Januar 1761    |
| 3                             | Manuel Quintano Bonifaz                                               | 20. Januar 1749 – 11. August 1755 Weihbischof in Toledo, 11. August 1755 – 18. Dezember 1774 Apostolischer Administrator von Toledo (Königreich Spanien)                                                                                    | 20. Januar 1749   | 18. Dezember 1774  |
| 4                             | Juan Moya OFMObs Titularerzbischof pro hac vice                       | königlichen Beichtvater (Königreich Spanien) | 21. Februar 1794  | 28. März 1799      |
| 5                             | Bernardine Baccinelli OCD Titularerzbischof pro hac vice              | Apostolischer Vikar von Verapoly (Indien) | 24. Mai 1859      | 5. September 1868  |
| 6                             | Luigi Rotelli Titularerzbischof pro hac vice                          | 22. Dezember 1882 – 26. Januar 1883 emeritierter Bischof von Montefiascone (Italien), 26. Januar 1883 – 23. Mai 1887 Apostolischer Vikar von Konstantinopel (Türkei), 23. Mai 1887 – 15. September 1891 Apostolischer Nuntius in Frankreich | 22. Dezember 1882 | 15. September 1891 |
| 7                             | Nicola Contieri OSBI Titularerzbischof pro hac vice                   | Alterzbischof von Gaeta (Italien) | 14. Dezember 1891 | 26. April 1899     |
| 8                             | Alessandro Bavona (Alessandro Bavaona) Titularerzbischof pro hac vice | 10. April 1908–1911 Apostolischer Nuntius in Brasilien, 1911-20. Januar 1912 Apostolischer Nuntius in Österreich-Ungarn | 17. Juli 1901     | 20. Januar 1912    |
| 9                             | Daniel Mannix Titularerzbischof pro hac vice                          | 1. Juli 1912 – 6. Mai 1917 Koadjutorerzbischof von Melbourne, 1917-6. November 1963 Bischof von Australischen Militärordinariats (Australien)                                                                                               | 1. Juli 1912      | 6. Mai 1917        |
| 10                            | Sebastião Leme da Silveira Cintra Titularerzbischof pro hac vice      | Koadjutorerzbischof von São Sebastião do Rio de Janeiro (Brasilien) | 15. März 1921     | 18. April 1930     |
| 11                            | Romolo Genuardi                                                       | Weihbischof in Palermo (Italien) | 3. Juli 1931      | 16. Januar 1936    |
| 12                            | Pio Guizzardi                                                         | Weihbischof in Bologna (Italien) | 11. April 1936    | 27. Juli 1944      |
| 13                            | Lucio Crescenzi                                                       | Apostolischer Administrator von Fabriano und Matelica (Italien) | 23. Januar 1945   | 10. Juli 1945      |
| 14                            | William Aloysius Scully                                               | Koadjutorbischof von Albany (USA) | 21. August 1945   | 10. November 1954  |
| 15                            | Giuseppe Schiavini                                                    | Weihbischof in Mailand (Italien) | 13. April 1955    | 28. Juni 1963      |
| 16                            | Giuseppe Cognata SDB                                                  | Altbischof von Bova (Italien) | 6. August 1963    | 22. Juli 1972      |